# Jasmin Kurtić
Jasmin Kurtić (Črnomelj, 10 januari 1989) is een Sloveens voetballer die doorgaans speelt als middenvelder. In maart 2025 verliet hij FC Südtirol. Kurtić maakte in 2012 zijn debuut in het Sloveens voetbalelftal.

## Clubcarrière
Kurtić speelde voor Bela Krajina, toen hij in 2010 overgenomen werd door Gorica. Daar speelde hij slechts een half seizoen, want op 18 december 2010 tekende hij een contract tot medio 2015 bij het Italiaanse Palermo. Op 12 januari 2011 maakte hij in het duel voor de Coppa Italia tegen Chievo Verona zijn officiële debuut voor de club. Palermo won met 1–0 en de Sloveen viel in de drieënzestigste minuut in. In de zomer van 2011 werd hij verhuurd aan Varese, waar hij meer zou gaan spelen.
Na de degradatie van Palermo naar de Serie B maakte Kurtić de overstap naar promovendus Sassuolo. Na tweemaal uitgeleend te zijn door Sassuolo vertrok hij naar Atalanta Bergamo. In januari 2018 huurde SPAL Kurtić voor een halfjaar. Na afloop van dit halve jaar nam SPAL de Sloveen op definitieve basis over. Hier verlengde hij in februari 2019 zijn contract met één seizoen tot medio 2022.
In januari 2020 verhuurde SPAL Kurtić aan Parma, dat hem na de verhuurperiode van een halfjaar definitief moest overnemen. In juli 2020 werd Kurtić daarom definitief speler van Parma. Twee seizoenen later verkaste hij naar Universitatea Craiova. Kurtić keerde in januari 2024 terug naar Italië, om voor FC Südtirol te gaan spelen. In maart 2025 vertrok hij bij de club.

## Interlandcarrière
Kurtić debuteerde op 26 mei 2012 in het Sloveens voetbalelftal. Op die dag werd er met 1–1 gelijkgespeeld tegen Griekenland. De middenvelder mocht van bondscoach Slaviša Stojanović in de basis starten en hij speelde het gehele duel mee. De andere debutant dit duel was Aleš Mertelj (NK Maribor). Drie minuten voor het einde van de wedstrijd trok hij de stand gelijk na de openingstreffer van Vasilis Torosidis.
In mei 2024 werd Kurtić door bondscoach Matjaž Kek opgenomen in de voorselectie voor het EK 2024 in Duitsland. Hij werd vervolgens op 7 juni 2024 ook opgenomen in de definitieve selectie. Slovenië overleefde de groepsfase na gelijke spelen tegen Denemarken (1–1), Servië (1–1) en Engeland (0–0), waarna het in de achtste finales na strafschoppen werd uitgeschakeld door Portugal (0–0, 3–0). Kurtić kwam enkel tegen Denemarken in actie.
| Interlands van Jasmin Kurtić voor Slovenië | Interlands van Jasmin Kurtić voor Slovenië | Interlands van Jasmin Kurtić voor Slovenië | Interlands van Jasmin Kurtić voor Slovenië | Interlands van Jasmin Kurtić voor Slovenië | Interlands van Jasmin Kurtić voor Slovenië | Interlands van Jasmin Kurtić voor Slovenië |
| №                                          | Datum                                      | Wedstrijd                                  | Uitslag                                    | Competitie                                 | Goals                                      |                                            |
| Als speler bij Varese                      | Als speler bij Varese                      | Als speler bij Varese                      | Als speler bij Varese                      | Als speler bij Varese                      | Als speler bij Varese                      | Als speler bij Varese                      |
| ------------------------------------------ | ------------------------------------------ | ------------------------------------------ | ------------------------------------------ | ------------------------------------------ | ------------------------------------------ | ------------------------------------------ |
| 1                                          | 26 mei 2012                                | Griekenland – Slovenië                     | 1 – 1                                      | Vriendschappelijk                          | 87'                                        |                                            |
| Als speler bij Palermo                     |                                            |                                            |                                            |                                            |                                            |                                            |
| 2                                          | 15 augustus 2012                           | Slovenië – Roemenië                        | 4 – 3                                      | Vriendschappelijk                          |                                            |                                            |
| 3                                          | 7 september 2012                           | Slovenië – Zwitserland                     | 0 – 2                                      | WK 2014 kwalificatie                       |                                            |                                            |
| 4                                          | 11 september 2012                          | Noorwegen – Slovenië                       | 2 – 1                                      | WK 2014 kwalificatie                       |                                            |                                            |
| 5                                          | 12 oktober 2012                            | Slovenië – Cyprus                          | 2 – 1                                      | WK 2014 kwalificatie                       |                                            |                                            |
| 6                                          | 14 november 2012                           | Macedonië – Slovenië                       | 3 – 2                                      | Vriendschappelijk                          |                                            |                                            |
| 7                                          | 6 februari 2013                            | Slovenië – Bosnië en Herzegovina           | 0 – 3                                      | Vriendschappelijk                          |                                            |                                            |
| 8                                          | 22 maart 2013                              | Slovenië – IJsland                         | 1 – 2                                      | WK 2014 kwalificatie                       |                                            |                                            |
| 9                                          | 31 mei 2013                                | Slovenië – Turkije                         | 2 – 0                                      | Vriendschappelijk                          |                                            |                                            |
| 10                                         | 7 juni 2013                                | IJsland – Slovenië                         | 2 – 4                                      | WK 2014 kwalificatie                       |                                            |                                            |
| Als speler bij Sassuolo                    |                                            |                                            |                                            |                                            |                                            |                                            |
| 11                                         | 14 augustus 2013                           | Finland – Slovenië                         | 2 – 0                                      | Vriendschappelijk                          |                                            |                                            |
| 12                                         | 6 september 2013                           | Slovenië – Albanië                         | 1 – 0                                      | WK 2014 kwalificatie                       |                                            |                                            |
| 13                                         | 11 oktober 2013                            | Slovenië – Noorwegen                       | 3 – 0                                      | WK 2014 kwalificatie                       |                                            |                                            |
| 14                                         | 15 oktober 2013                            | Zwitserland – Slovenië                     | 1 – 0                                      | WK 2014 kwalificatie                       |                                            |                                            |
| 15                                         | 19 november 2013                           | Slovenië – Canada                          | 1 – 0                                      | Vriendschappelijk                          |                                            |                                            |
| Als speler bij Torino                      |                                            |                                            |                                            |                                            |                                            |                                            |
| 16                                         | 5 maart 2014                               | Algerije – Slovenië                        | 2 – 0                                      | Vriendschappelijk                          |                                            |                                            |
| 17                                         | 4 juni 2014                                | Uruguay – Slovenië                         | 2 – 0                                      | Vriendschappelijk                          |                                            |                                            |
| 18                                         | 7 juni 2014                                | Argentinië – Slovenië                      | 2 – 0                                      | Vriendschappelijk                          |                                            |                                            |
| Als speler bij Fiorentina                  |                                            |                                            |                                            |                                            |                                            |                                            |
| 19                                         | 8 september 2014                           | Estland – Slovenië                         | 1 – 0                                      | EK 2016 kwalificatie                       |                                            |                                            |
| 20                                         | 9 oktober 2014                             | Slovenië – Zwitserland                     | 1 – 0                                      | EK 2016 kwalificatie                       |                                            |                                            |
| 21                                         | 12 oktober 2014                            | Litouwen – Slovenië                        | 0 – 2                                      | EK 2016 kwalificatie                       |                                            |                                            |
| 22                                         | 15 november 2014                           | Engeland – Slovenië                        | 3 – 1                                      | EK 2016 kwalificatie                       |                                            |                                            |
| 23                                         | 18 november 2014                           | Slovenië – Colombia                        | 0 – 1                                      | Vriendschappelijk                          |                                            |                                            |
| 24                                         | 27 maart 2015                              | Slovenië – San Marino                      | 6 – 0                                      | EK 2016 kwalificatie                       |                                            |                                            |
| 25                                         | 14 juni 2015                               | Slovenië – Engeland                        | 2 – 3                                      | EK 2016 kwalificatie                       |                                            |                                            |
| Als speler bij Atalanta Bergamo            |                                            |                                            |                                            |                                            |                                            |                                            |
| 26                                         | 5 september 2015                           | Zwitserland – Slovenië                     | 3 – 2                                      | EK 2016 kwalificatie                       |                                            |                                            |
| 27                                         | 8 september 2015                           | Slovenië – Estland                         | 1 – 0                                      | EK 2016 kwalificatie                       |                                            |                                            |
| 28                                         | 9 oktober 2015                             | Slovenië – Litouwen                        | 1 – 1                                      | EK 2016 kwalificatie                       |                                            |                                            |
| 29                                         | 12 oktober 2015                            | San Marino – Slovenië                      | 0 – 2                                      | EK 2016 kwalificatie                       |                                            |                                            |
| 30                                         | 14 november 2015                           | Oekraïne – Slovenië                        | 2 – 0                                      | EK 2016 kwalificatie                       |                                            |                                            |
| 31                                         | 23 maart 2016                              | Slovenië – Macedonië                       | 1 – 0                                      | Vriendschappelijk                          |                                            |                                            |
| 32                                         | 28 maart 2016                              | Noord-Ierland – Slovenië                   | 1 – 0                                      | Vriendschappelijk                          |                                            |                                            |
| 33                                         | 30 mei 2016                                | Zweden – Slovenië                          | 0 – 0                                      | Vriendschappelijk                          |                                            |                                            |
| 34                                         | 5 juni 2016                                | Slovenië – Turkije                         | 0 – 1                                      | Vriendschappelijk                          |                                            |                                            |
| 35                                         | 8 oktober 2016                             | Slovenië – Slowakije                       | 1 – 0                                      | WK 2018 kwalificatie                       |                                            |                                            |
| 36                                         | 11 oktober 2016                            | Slovenië – Engeland                        | 0 – 0                                      | WK 2018 kwalificatie                       |                                            |                                            |
| 37                                         | 11 november 2016                           | Malta – Slovenië                           | 0 – 1                                      | WK 2018 kwalificatie                       |                                            |                                            |
| 38                                         | 14 november 2016                           | Polen – Slovenië                           | 1 – 1                                      | Vriendschappelijk                          |                                            |                                            |
| 39                                         | 26 maart 2017                              | Schotland – Slovenië                       | 1 – 0                                      | WK 2018 kwalificatie                       |                                            |                                            |
| 40                                         | 10 juni 2017                               | Slovenië – Malta                           | 2 – 0                                      | WK 2018 kwalificatie                       |                                            |                                            |
| 41                                         | 1 september 2017                           | Slowakije – Slovenië                       | 1 – 0                                      | WK 2018 kwalificatie                       |                                            |                                            |
| 42                                         | 4 september 2017                           | Slovenië – Litouwen                        | 4 – 0                                      | WK 2018 kwalificatie                       |                                            |                                            |
| 43                                         | 8 oktober 2017                             | Slovenië – Schotland                       | 2 – 2                                      | WK 2018 kwalificatie                       |                                            |                                            |
| Als speler bij SPAL                        |                                            |                                            |                                            |                                            |                                            |                                            |
| 44                                         | 23 maart 2018                              | Oostenrijk – Slovenië                      | 3 – 0                                      | Vriendschappelijk                          |                                            |                                            |
| 45                                         | 27 maart 2018                              | Slovenië – Wit-Rusland                     | 0 – 2                                      | Vriendschappelijk                          |                                            |                                            |
| 46                                         | 27 maart 2018                              | Montenegro – Slovenië                      | 0 – 2                                      | Vriendschappelijk                          |                                            |                                            |
| 47                                         | 27 maart 2018                              | Slovenië – Bulgarije                       | 1 – 2                                      | Nations League 2018/19                     |                                            |                                            |
| 48                                         | 27 maart 2018                              | Cyprus – Slovenië                          | 2 – 1                                      | Nations League 2018/19                     |                                            |                                            |
| 49                                         | 21 maart 2019                              | Israël – Slovenië                          | 1 – 1                                      | EK 2020 kwalificatie                       |                                            |                                            |
| 50                                         | 24 maart 2019                              | Slovenië – Noord-Macedonië                 | 1 – 1                                      | EK 2020 kwalificatie                       |                                            |                                            |
| 51                                         | 7 juni 2019                                | Oostenrijk – Slovenië                      | 1 – 0                                      | EK 2020 kwalificatie                       |                                            |                                            |
| 52                                         | 10 juni 2019                               | Letland – Slovenië                         | 0 – 5                                      | EK 2020 kwalificatie                       |                                            |                                            |
| 53                                         | 6 september 2019                           | Slovenië – Polen                           | 2 – 0                                      | EK 2020 kwalificatie                       |                                            |                                            |
| 54                                         | 9 september 2019                           | Slovenië – Israël                          | 3 – 2                                      | EK 2020 kwalificatie                       |                                            |                                            |
| 55                                         | 10 oktober 2019                            | Noord-Macedonië – Slovenië                 | 2 – 1                                      | EK 2020 kwalificatie                       |                                            |                                            |
| 56                                         | 13 oktober 2019                            | Slovenië – Oostenrijk                      | 0 – 1                                      | EK 2020 kwalificatie                       |                                            |                                            |
| 57                                         | 16 november 2019                           | Slovenië – Letland                         | 1 – 0                                      | EK 2020 kwalificatie                       |                                            |                                            |
| 58                                         | 19 november 2019                           | Polen – Slovenië                           | 3 – 2                                      | EK 2020 kwalificatie                       |                                            |                                            |
| Als speler bij Parma                       |                                            |                                            |                                            |                                            |                                            |                                            |
| 59                                         | 6 september 2020                           | Slovenië – Moldavië                        | 1 – 0                                      | Nations League 2020/21                     |                                            |                                            |
| 60                                         | 7 oktober 2020                             | Slovenië – San Marino                      | 4 – 0                                      | Vriendschappelijk                          |                                            |                                            |
| 61                                         | 11 oktober 2020                            | Kosovo – Slovenië                          | 0 – 1                                      | Nations League 2020/21                     |                                            |                                            |
| 62                                         | 14 oktober 2020                            | Moldavië – Slovenië                        | 0 – 4                                      | Nations League 2020/21                     |                                            |                                            |
| 63                                         | 11 november 2020                           | Slovenië – Azerbeidzjan                    | 0 – 0                                      | Vriendschappelijk                          |                                            |                                            |
| 64                                         | 15 november 2020                           | Slovenië – Kosovo                          | 2 – 1                                      | Nations League 2020/21                     | 63'                                        |                                            |
| 65                                         | 18 november 2020                           | Griekenland – Slovenië                     | 0 – 0                                      | Nations League 2020/21                     |                                            |                                            |
| 66                                         | 24 maart 2021                              | Slovenië – Kroatië                         | 1 – 0                                      | WK 2022 kwalificatie                       |                                            |                                            |
| 67                                         | 27 maart 2021                              | Rusland – Slovenië                         | 2 – 1                                      | WK 2022 kwalificatie                       |                                            |                                            |
| 68                                         | 30 maart 2021                              | Cyprus – Slovenië                          | 1 – 0                                      | WK 2022 kwalificatie                       |                                            |                                            |
| 69                                         | 1 juni 2021                                | Noord-Macedonië – Slovenië                 | 1 – 1                                      | Vriendschappelijk                          |                                            |                                            |
| Als speler bij PAOK Saloniki               |                                            |                                            |                                            |                                            |                                            |                                            |
| 70                                         | 4 september 2021                           | Slovenië – Malta                           | 1 – 0                                      | WK 2022 kwalificatie                       |                                            |                                            |
| 71                                         | 7 september 2021                           | Kroatië – Slovenië                         | 3 – 0                                      | WK 2022 kwalificatie                       |                                            |                                            |
| 72                                         | 8 oktober 2021                             | Malta – Slovenië                           | 0 – 4                                      | WK 2022 kwalificatie                       |                                            |                                            |
| 73                                         | 11 oktober 2021                            | Slovenië – Rusland                         | 1 – 2                                      | WK 2022 kwalificatie                       |                                            |                                            |
| 74                                         | 14 november 2021                           | Slovenië – Cyprus                          | 2 – 1                                      | WK 2022 kwalificatie                       |                                            |                                            |
| 75                                         | 26 maart 2022                              | Kroatië – Slovenië                         | 1 – 1                                      | Vriendschappelijk                          |                                            |                                            |
| 76                                         | 29 maart 2022                              | Qatar – Slovenië                           | 0 – 0                                      | Vriendschappelijk                          |                                            |                                            |
| 77                                         | 2 juni 2022                                | Slovenië – Zweden                          | 0 – 2                                      | Nations League 2022/23                     |                                            |                                            |
| 78                                         | 5 juni 2022                                | Servië – Slovenië                          | 4 – 1                                      | Nations League 2022/23                     |                                            |                                            |
| 79                                         | 9 juni 2022                                | Noorwegen – Slovenië                       | 0 – 0                                      | Nations League 2022/23                     |                                            |                                            |
| 80                                         | 12 juni 2022                               | Slovenië – Servië                          | 2 – 2                                      | Nations League 2022/23                     |                                            |                                            |
| 81                                         | 24 september 2022                          | Slovenië – Noorwegen                       | 2 – 1                                      | Nations League 2022/23                     |                                            |                                            |
| 82                                         | 17 november 2022                           | Roemenië – Slovenië                        | 1 – 2                                      | Vriendschappelijk                          |                                            |                                            |
| 83                                         | 20 november 2022                           | Slovenië – Montenegro                      | 1 – 0                                      | Vriendschappelijk                          |                                            |                                            |
| Als speler bij Universitatea Craiova       |                                            |                                            |                                            |                                            |                                            |                                            |
| 84                                         | 7 september 2023                           | Slovenië – Noord-Ierland                   | 4 – 2                                      | EK 2024 kwalificatie                       |                                            |                                            |
| 85                                         | 10 september 2023                          | San Marino – Slovenië                      | 0 – 4                                      | EK 2024 kwalificatie                       |                                            |                                            |
| 86                                         | 14 oktober 2023                            | Noord-Ierland – Slovenië                   | 3 – 0                                      | EK 2024 kwalificatie                       |                                            |                                            |
| 87                                         | 17 oktober 2023                            | Noord-Ierland – Slovenië                   | 0 – 1                                      | EK 2024 kwalificatie                       |                                            |                                            |
| 88                                         | 17 november 2023                           | Denemarken – Slovenië                      | 2 – 1                                      | EK 2024 kwalificatie                       |                                            |                                            |
| 89                                         | 20 november 2023                           | Slovenië – Kazachstan                      | 2 – 1                                      | EK 2024 kwalificatie                       |                                            |                                            |
| Als speler bij FC Südtirol                 |                                            |                                            |                                            |                                            |                                            |                                            |
| 90                                         | 21 maart 2024                              | Malta – Slovenië                           | 2 – 2                                      | Vriendschappelijk                          |                                            |                                            |
| 91                                         | 4 juni 2024                                | Slovenië – Armenië                         | 2 – 1                                      | Vriendschappelijk                          |                                            |                                            |
| 92                                         | 25 juni 2024                               | Engeland – Slovenië                        | 0 – 0                                      | EK 2024                                    |                                            |                                            |
| 93                                         | 9 september 2024                           | Slovenië – Kazachstan                      | 3 – 0                                      | Nations League 2024/25                     |                                            |                                            |
| 94                                         | 10 oktober 2024                            | Noorwegen – Slovenië                       | 3 – 0                                      | Nations League 2024/25                     |                                            |                                            |
| 95                                         | 13 oktober 2024                            | Kazachstan – Slovenië                      | 0 – 1                                      | Nations League 2024/25                     |                                            |                                            |
| 96                                         | 14 november 2024                           | Slovenië – Noorwegen                       | 1 – 4                                      | Nations League 2024/25                     |                                            |                                            |

Bijgewerkt op 2 april 2025.